# Asura pyraula
Asura pyraula là một loài bướm đêm thuộc phân họ Arctiinae, họ Erebidae.